# Parodia ottonis

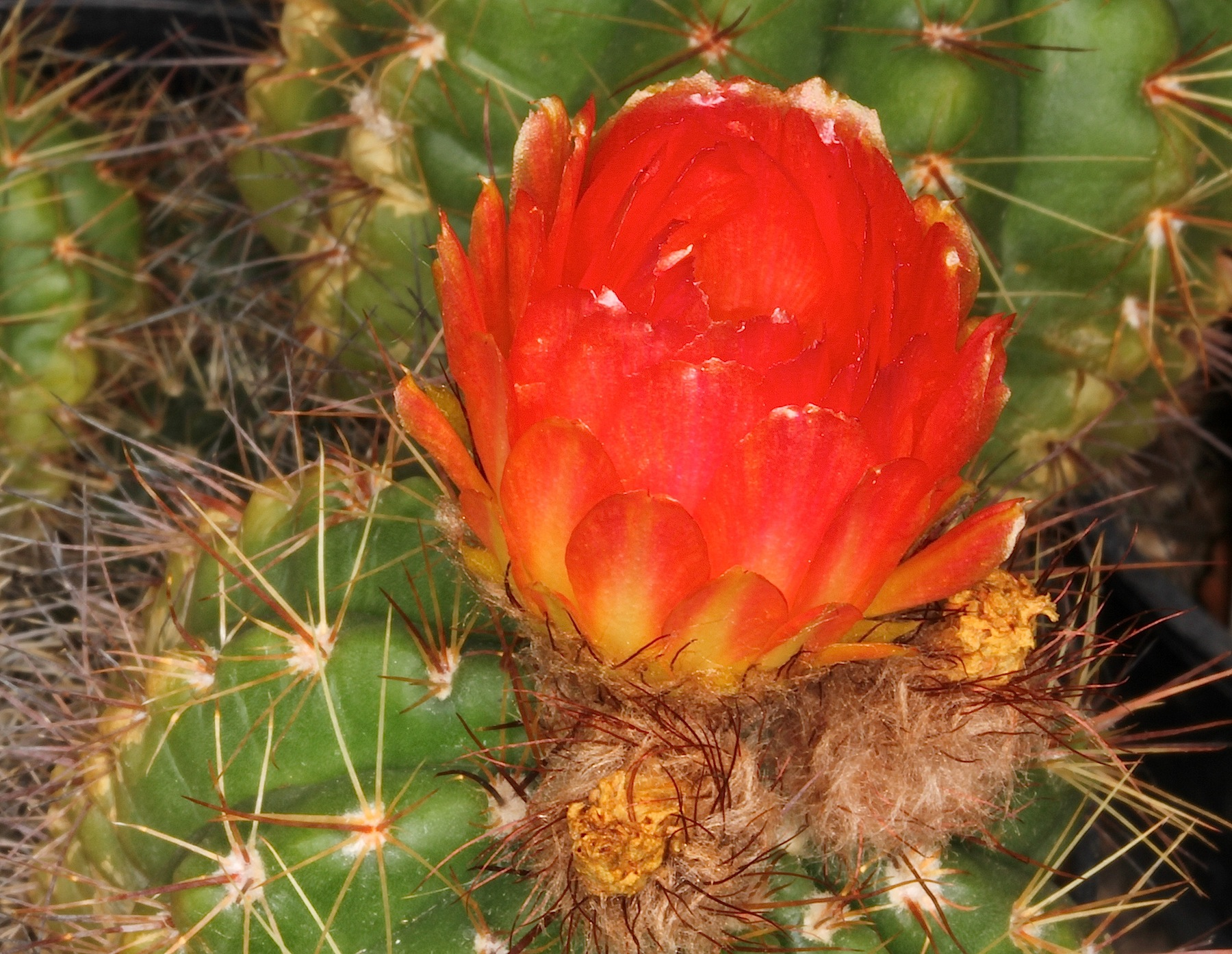
Parodia ottonis mit seltener roter Blüte

Parodia ottonis ist eine Pflanzenart aus der Gattung Parodia in der Familie der Kakteengewächse (Cactaceae). Das Artepitheton ottonis ehrt den deutschen Botaniker Christoph Friedrich Otto.

## Beschreibung
Parodia ottonis wächst anfangs einzeln und bildet später Gruppen. Die hell- bis dunkelgrünen oder blaugrünen kugelförmigen Triebe sind häufig zu ihrer Basis hin verjüngt. Sie erreichen Durchmesser von 3 bis 15 Zentimeter. Die sechs bis 16 deutlichen Rippen sind gerundet oder scharfkantig. Es sind auf jeder Rippe meist nur wenige Areolen vorhanden. Die aus ihnen entspringenden borstenartigen Dornen sind gerade, gebogen oder verdreht. Die ein bis vier Mitteldornen sind bräunlich, rötlich braun oder gelblich und weisen eine Länge von 0,8 bis 4 Zentimeter auf. Die vier bis 15 Randdornen sind weißlich bis gelblich oder bräunlich und 0,5 bis 3 Zentimeter lang.
Die in der Regel gelben Blüten, nur sehr selten sind sie orangerot oder rot, erreichen Längen von 5 bis 6 Zentimeter. Ihre Blütenröhre ist mit bräunlicher Wolle und Borsten besetzt. Die Narben sind dunkelrot. Die dickwandigen eiförmigen bis kurz zylindrischen Früchte reißen auf. Sie weisen Durchmesser von 0,9 bis zu 1,3 Zentimeter auf. Die Früchte enthalten, häufig sehr zahlreich, glockenförmige, glänzend schwarze Samen, die stark gehöckert sind.

## Verbreitung, Systematik und Gefährdung
Parodia ottonis ist im Süden Brasiliens, im Süden Paraguays, in Uruguay und im Nordosten Argentiniens verbreitet.
Die Erstbeschreibung als Cactus ottonis durch Johann Georg Christian Lehmann wurde 1827 veröffentlicht. Nigel Paul Taylor stellte die Art 1987 in die Gattung Parodia.  Weitere nomenklatorische Synonyme sind Echinocactus ottonis (Lehm.) Link & Otto (1830), Malacocarpus ottonis (Lehm.) Britton & Rose (1922, unkorrekter Name ICBN-Artikel 11.4), Notocactus ottonis (Lehm.) A.Berger (1929) und Peronocactus ottonis (Lehm.) Doweld (1999, unkorrekter Name ICBN-Artikel 11.4). Es sind zahlreiche weitere Synonyme bekannt.
Die Unterart Parodia ottonis subsp. horstii (F.Ritter) Hofacker wird nicht mehr anerkannt.
In der Roten Liste gefährdeter Arten der IUCN wird die Art als „Vulnerable (VU)“, d. h. als gefährdet geführt.

## Nachweise